# گانش‌پور بارتا
گانش‌پور بارتا (به انگلیسی: Ganeshpur Bharta) یک منطقهٔ مسکونی در هند است که در پنجاب (هند) واقع شده‌است.